# Мэннинг, Пол
Пол Кри́стиан Мэ́ннинг (6 ноября 1974, Саттон Колдфилд, Великобритания) — британский велогонщик, олимпийский чемпион и призёр Олимпийских игр. Трёхкратный чемпион мира по трековым велогонкам.

## Спортивная биография
Первые крупные успехи Пола Мэннинга на международных соревнованиях датируются 2000 годом. В сентябре Мэннинг дебютировал на летних Олимпийских играх. В командной гонке преследования в составе сборной Великобритании Пол стал бронзовым призёром, опередив в заезде за третье место сборную Франции. В октябре Мэннинг завоевал первую награду мировых первенств, став серебряным призёром в командной гонке преследования.
В 2004 году на летних Олимпийских играх в Афинах Пол Мэннинг завоевал свою вторую олимпийскую награду. В составе сборной Великобритании Мэннинг стал серебряным призёром в командной гонке преследования, уступив в финале сборной Австралии.
Летние Олимпийские игры 2008 года стали третьими в карьере Мэннинга. Пол вновь принял участие в командной гонке преследования. На протяжении всех соревнований сборная Великобритании не дала повода усомниться в своём преимуществе и завоевала золото игр. Дважды по ходу турнира британцы обновляли мировой рекорд, в том числе и в финале, где сборная Дании отстала от победителей более чем на 6 секунд.
На чемпионатах мира Мэннинг завоевал 9 наград, но только один раз он смог завоевать медаль в личной дисциплине. На чемпионате мира 2006 года в Бордо Пол стал бронзовым призёром в индивидуальной гонке преследования. Все остальные награды британец завоевал в командных гонках преследования.
После окончания летних Олимпийских игр 2008 года Пол Мэннинг завершил спортивную карьеру. В 2009 году был выбран в числе 50 велосипедистов, которые были первыми включены в зал славы британского велоспорта.